# Операція «Перс»
Операція «Перс» — військова операція, яку провели Австралійські військовики у провінції Урузган (Афганістан) в липні 2006 року. Операцію провів Австралійський загін спеціальних операцій, зокрема участь брали солдати: з 4-го батальйону Австралійського королівського полку та Спеціального полку повітряного-обслуговування, під командуванням лейтенанта Марка Смертхарста.
Також була стабільна підтримка австралійськими вертольотами CH-47 Chinooks з 5-го авіаційного полку. Через інтенсивну боротьбу Австралійських військ з бойовиками талібану де в результаті Австралійці прорвались через долину, очищаючи її через синхронізовані та скоординовані дії. Попри зустрічний жорсткий опір, що спричиняли кілька сотень бойовиків, операцію було проведено успішно, таліби отримали важкі втрати й зрештою почали тікати.
На пізніх етапах операції Австралійські військові потрапили під сильний гранатометний і кулеметний вогонь. Пригнічений Австралійський десантно-диверсійний загін вів бій через долину Хора, щоб організувати порядок та звільнити її від бойовиків. Бойовики Талібану чинили сильний опір, своєю чергою австралійці відкрили стрілянину чергами з РПГ, це привело до загибелі одного солдата і поранення 13 бойовиків, а з боку Австралійських солдатів поранення отримало шість осіб (одному солдату відірвало щелепу, а старшина отримав поранення ніг). Попри поранення солдатів, австралійці продовжували штурм і на тлі важких боїв десантно-диверсійний загін успішно нейтралізували повстанців, що дало змогу для організації евакуації поранених. Тим часом в трьох літаках Lockheed AC-130 закінчились боєприпаси для гармат і кулеметів, які підтримували австралійців. Точно так в австралійських патрульних машин також закінчились боєприпаси, в тому числі для переносних протитанкових ракетних комплексів Джавелін (ППРК Джавелін) і кулеметів.
Зрештою, австралійці знищили багато за кількістю та добре озброєних бойовиків за допомогою повітряної підтримки. Втрати бойовиків були оцінені в 150 вбитих.